# جان اسنو (پزشک)
جان اسنو (انگلیسی: John Snow؛ ۱۵ مارس ۱۸۱۳ - ۱۶ ژوئن ۱۸۵۸) پزشک انگلیسی بود که تصویب بیهوشی و بهداشت پزشکی را رهبری کرد. او به خاطر نقشی که در ردیابی منبع شیوع بیماری وبا در سوهوی لندن، در سال ۱۸۵۴ داشت، به عنوان یکی از پدران همه‌گیرشناسی مدرن محسوب می‌شود. یافته‌های وی الهام‌بخش تغییرات اساسی در آب و تصفیه فاضلاب لندن شد که این کار موجب تغییرات مشابهی در دیگر شهرها و پیشرفت قابل توجهی در بهداشت عمومی در سراسر جهان شد.

## زندگی اولیه و تحصیلات
اسنو در ۱۵ مارس ۱۸۱۳ در یورک انگلستان به دنیا آمد. او اولین فرزند از نه فرزند ویلیام و فرانسیس اسنو در خانهٔ خیابان نورث‌شان بود. محلهٔ آن‌ها از فقیرترین مناطق شهر بود و همیشه به دلیل نزدیکی به رودخانه اُز در معرض سیل قرار داشت. پدرش کارگری بود که در یک انبار زغال کار می‌کرد. اسنو در کلیسای اُل سینتس، در خیابان نورث، یورک غسل تعمید داده شد.
اسنو تا سن ۱۴ سالگی، که شاگرد ویلیام هاردکستل جراحی در نیوکاسل بود در یورک درس خواند. همان‌جا بود که در سال ۱۸۳۱ برای اولین بار با وبا برخورد کرد. وبا از راه بندر ساندرلند وارد شهر نیوکاسل شده و آن را ویران کرده بود. بین سال‌های ۱۸۳۳ تا ۱۸۳۶ به عنوان معاون جراح کارگران معدن زغال سنگ ابتدا در روستای برنوپ‌فیلد و سپس در پاتلی بریج و غرب یورکشایر کار کرده بود. در ماه اکتبر سال ۱۸۳۶ در مدرسه پزشکی هانتر در خیابان آسیاب بادی بزرگ لندن ثبت‌نام کرد.

## حرفه
در سال ۱۸۳۷ اسنو کار خود را در بیمارستان وست‌مینیستر شروع کرد. در ۲ ماه مه سال ۱۸۳۸ به عنوان عضو کالج سلطنتی جراحان انگلستان پذیرفته شد، در ماه دسامبر ۱۸۴۴ از دانشگاه لندن فارغ‌التحصیل شد و در سال ۱۸۵۰ به عنوان عضو کالج سلطنتی پزشکان پذیرفته شد. در سال ۱۸۵۰ یکی از اعضای مؤسس جامعه اپیدمولوژیک لندن بود که در واکنش به شیوع وبا در ۱۸۴۹ شکل گرفت.
در دهه ۱۸۵۰، زمانی که جان اسنو، به دنبال کشف علت شیوع بیماری وبا می گشت، اطلاعاتی بدست آورد که نظریه میکروبی را تقویت می کرد. جان اسنو با ثبت موارد بیماری وبا روی نقشه، متوجه شد خانه هایی که ساکنان آن دچار بیماری وبا شده اند، آب مصرفی خود را از یک پمپ آب مشترک دریافت کرده اند. او متوجه شد که آب، عامل انتقال بیماری وبا است. 